# Piedralaves
Piedralaves település Spanyolországban, Ávila tartományban. Piedralaves Burgohondo, Navaluenga, Casavieja, La Iglesuela és La Adrada községekkel határos. Lakosainak száma 2150 fő (2024).

## Népesség
A település népessége az utóbbi években az alábbiak szerint változott:
| Lakosok száma | 2087 | 2120 | 2169 | 2250 | 2298 | 2265 | 2130 | 2061 | 2136 | 2150 |
|               | 2001 | 2004 | 2006 | 2009 | 2011 | 2014 | 2016 | 2019 | 2021 | 2024 |